# سيمونا سولوفسكا
سيمونا سولوفسكا مواليد 2 سبتمبر 1990، هي لاعبة كرة يد سلوفاكية تلعب كحارس مرمى. مثلت منتخب سلوفاكيا لكرة اليد للسيدات.

## سجل المنافسة
شاركت في البطولات التالية:
- بطولة أوروبا لكرة اليد للسيدات 2014